# Petyr Stojanowicz
Petyr Iwanow Stojanowicz, bułg. Петър Иванов Стоянович (ur. 26 czerwca 1967 w Sofii) – bułgarski polityk, historyk i publicysta, w latach 2013–2014 minister kultury.

## Życiorys
Prawnuk polityka i inżyniera Iwana, wnuk przedsiębiorcy tytoniowego Petyra. Syn krytyka filmowego i pisarza Iwana oraz aktorki Ani Bakałowej. Ukończył niemieckojęzyczne liceum w Sofii, później do 1988 odbywał służbę wojskową, po czym przez rok studiował germanistykę na Uniwersytecie Sofijskim. Następnie kształcił się na Uniwersytecie Wiedeńskim w zakresie historii Europy Środkowo-Wschodniej, germanistyki, teologii i teatrologii, uzyskując magisterium (1995) i doktorat (1998). Został wykładowcą Uniwersytetu Szumeńskiego, na którym w 2018 objął stanowisko profesorskie. Został także pracownikiem naukowym na Uniwersytecie Sofijskim oraz w instytucie badań historycznych Bułgarskiej Akademii Nauk (do 2016 na stanowisku docenta). Przez kilka lat był dziennikarzem gazety „Nowinar”. Autor książek i publikacji naukowych, członek zespołów redakcyjnych czasopism. Pracował także jako dyrektor prywatnego przedsiębiorstwa.
W latach 1998–2000 był parlamentarnym sekretarzem w resorcie spraw zagranicznych, przez cztery lata kierował biurem Nadeżdy Michajłowej. Wstąpił do Związku Sił Demokratycznych, był m.in. wiceprzewodniczącym ugrupowania w Sofii. Opuścił partię w 2003 w proteście przeciw traktowaniu kandydata na burmistrza Płamena Oreszarskiego. Później do 2011 związany ruchem Dwiżenie „Gergjowden”, zajmował stanowiska sekretarza oraz przewodniczącego (2007–2010) tej formacji. Od maja 2013 do sierpnia 2014 pozostawał ministrem kultury w gabinecie Płamena Oreszarskiego.